# Treue Liebe
Treue Liebe is een compositie van Niels Gade. De tekst is waarschijnlijk van hemzelf. Het is een lied bestaande uit vijf strofen voor onbegeleid vierstemmig mannenkoor (2x tenor, 2x bariton). Het lied is in 1863 opgenomen in een liedboek van de zangvereniging van de universiteit van Leipzig. De beginregel Es gibt ein Reich, das blüht im Stillen kan het lied nog alle kanten op laten gaan, maar uiteindelijk gaat het om Das Reich der treuen Liebe.    